# Vili Trofenik
Vili Trofenik, slovenski politik, poslanec in pedagog, * 5. september 1943, Ptuj.

## Življenjepis
Vili Trofenik, član stranke Liberalne demokracije Slovenije, je bil leta 2004 tretjič izvoljen v Državni zbor Republike Slovenije; v tem mandatu je bil član naslednjih delovnih teles:
- Komisija po Zakonu o nezdružljivosti opravljanja javne funkcije s pridobitno dejavnostjo (namestnik člana),
- Odbor za lokalno samoupravo in regionalni razvoj,
- Odbor za okolje in prostor,
- Odbor za finance in monetarno politiko in
- Komisija za nadzor proračuna in drugih javnih financ.